# 北梁郡
北梁郡，南北朝时期北魏设置的行政区。
北魏魏孝明帝孝昌年间置北梁郡，属南兖州。下辖城安县（今河南民权县东北）、考阳县（今河南民权县东）。辖境相当今河南省民权县一带。东魏沿置，北齐齐文宣帝天保七年（556年），废北梁郡、考阳县。保留城安县，隋文帝开皇十八年（598年）城安县改为考城县。